# Мироново (Свердловская область)
Мироново — село в Свердловской области России. Входит в Артёмовский муниципальный округ. В окрестностях располагается природный памятник «Мантуров Камень».

## Географическое положение
Село располагается на левом берегу реки Реж, выше устья левого притока реки Арамашки, в 17 километрах на северо-запад от города Артёмовского (по автомобильной дороге 18 километров). В окрестностях находится пруд на реке Арамашке, а также известняковая скала Мантуров Камень в 1,5 километрах выше села. Скала сложена из серого известняка трапециевидной формы высотой до 40 метров и протяжённостью около 300 метров, склоны покрыты сосновым лесом и берёзой. На откосах расположен комплекс петрофильной флоры и остатки древних морских лилий. Скала является геоморфологическим, ботаническим и археологическим памятником природы, названием обязано одному из первых жителей деревни Мироново Парфёну Мантурову, погибшему в 1663 году во время башкирского нападения. Климатические условия местности из-за обилия соснового леса и отсутствия болот благоприятны для здоровья. Почва по преимуществу глинистая.

## История
Населённый пункт основан во второй половине XVII века. Впервые Мироново упоминается в росписи крестьян Верхотурского уезда, пострадавших от башкирского набега в 1662—1663 годах.
В конце XIX века работали библиотека, земское училище (было открыто в 1882 году), фельдшерский пункт, пожарная команда, проводились ежегодные ярмарки, главным занятием в начале XX века сельчан было хлебопашество и доставка дров, обжигание угля и вывозка его в Алапаевские заводы; ломка известкового камня и приготовление извести.
В 2000 году построен однополосный автомобильный мост через реку Реж.

## Храм во имя святого великомученика Георгия Победоносца
В 1757 году началась постройка деревянной церкви, которая построена в 1759 году и освящена в честь святого великомученика Георгия Победоносца. В 1801 году деревянная церковь из-за ветхости была разобрана и началась постройка каменного двухпрестольного Георгиевского храма. Главный храм во имя великомученика Георгия Победоносца был закончен и освящён в 1818 году, а придел в честь Покрова Пресвятой Богородицы освящён в 1835 году. В 1932 году храм был закрыт. В советское время церковь утратила алтарную часть и купол. В настоящее время храм восстанавливается в отремонтированных помещениях проводится служба.

## Мемориал
В селе расположен мемориал в память о земляках, погибших в годы Великой Отечественной войны. Он был установлен в 1975 г. Мемориальный комплекс включает в себя стелу, плиты с именами погибших, вечный огонь и другие объекты.

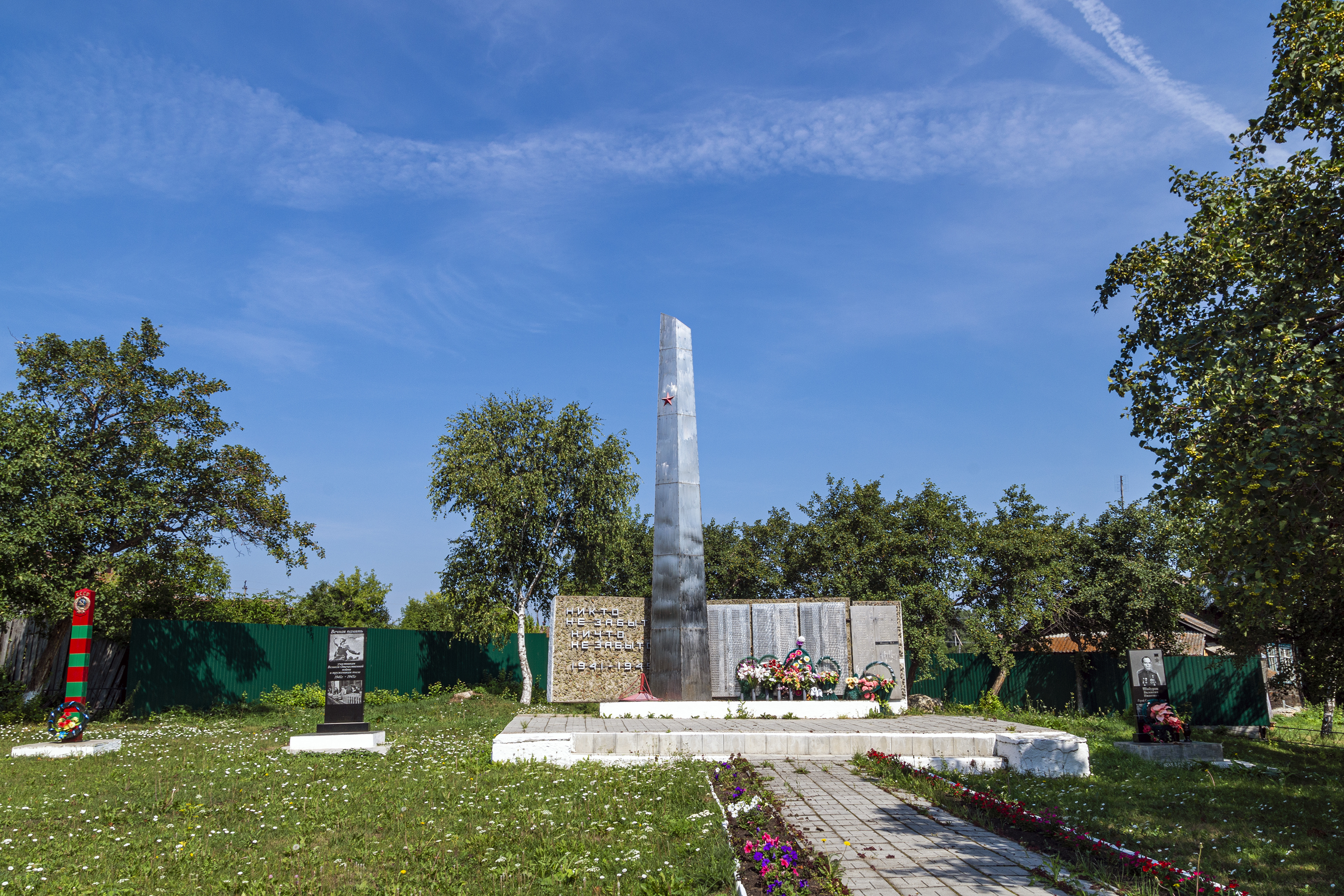
Мемориал в память о земляках, погибших в годы ВОВ

## Население
| 2002 | 2010 | 2021 |
| ---- | ---- | ---- |
| 815  | ↘790 | ↘657 |

## Инфраструктура
В селе пять улиц (Западная, Мира, Молодёжная, Набережная, Советская) и четыре переулка (Механизаторов, Пожарный, Почтовый, Школьный).